# بارتن (آرکانزاس)
بارتن (به انگلیسی: Barton) یک منطقهٔ مسکونی در ایالات متحده آمریکا است که در آرکانزاس واقع شده‌است. بارتن ۶۴٫۰۱ متر بالاتر از سطح دریا واقع شده‌است.